# Carbapenemi

Struttura chimica base dei carbapenemi

I carbapenemi sono una classe di antibiotici, avente lo spettro d'azione più ampio disponibile, con struttura ad anello β-lattamico; più precisamente la struttura chimica dei carbapenemi contiene il 2,3-diidro-1Hpirrolo.
I carbapenemi sono attivi nei confronti di molti batteri Gram positivi e Gram negativi, aerobi ed anaerobi.

## Farmaci
Fanno parte di questa classe di farmaci:
- Imipenem (in associazione con la cilastatina, un inibitore delle diidropeptidasi)
- Meropenem
- Ertapenem
- Doripenem
- Panipenem
- Biapenem

## Spettro d'azione
I carbapenemi hanno un'attività ad ampio spettro nei confronti dei batteri Gram-negativi e un'attività leggermente più bassa contro i batteri Gram-positivi. In terapia vengono combinati con un secondo farmaco con attività gram-positiva ad ampio spettro. Negli ultimi anni è emersa preoccupazione per l'aumento dei tassi di resistenza ai carbapenemi, poiché esistono poche opzioni terapeutiche per il trattamento delle infezioni causate da batteri resistenti a questi farmaci (come Klebsiella pneumoniae ed enterobatteri).

### Patogeni Gram-negativi
Lo spettro di attività di imipenem, doripenem e meropenem comprende la maggior parte delle Enterobacteriaceae, tra cui Escherichia coli, Klebsiella pneumoniae, Enterobacter cloacae, Citrobacter freundii, Proteus mirabilis e Serratia marcescens. L'attività viene mantenuta contro la maggior parte dei ceppi di E. coli e K. pneumoniae produttori di beta-lattamasi a spettro esteso resistenti alle cefalosporine. L'imipenem, doripenem e meropenem hanno una buona attività contro la maggior parte dei ceppi di Pseudomonas aeruginosa e Acinetobacter. L'attività osservata contro questi agenti patogeni è importante perché sono resistenti a molte altre classi di antibiotici.

### Patogeni Gram-positivi
Lo spettro di attività contro i batteri gram-positivi è abbastanza ampio, ma non quanto i batteri gram-negativi. Si osserva una buona attività contro gli Staphylococcus sensibili alla meticillina, anche se esistono altri antibiotici che forniscono adeguata copertura per tali infezioni. Si osserva una buona attività per gli streptococchi, compresi i ceppi resistenti alla penicillina. I carbapenemi non sono molto attivi contro lo Staphylococcus aureus resistente alla meticillina e gli enterococchi poiché non si legano alla proteina legante la penicillina utilizzata da questi agenti patogeni.

### Altro
I carbapenemi hanno una buona attività contro gli anaerobi come i Bacteroides fragilis. Come altri beta-lattamici, non hanno attività contro i batteri atipici, che non hanno parete cellulare e quindi non sono influenzati dagli inibitori della sintesi della parete cellulare.

## Utilizzo
Sono utilizzati esclusivamente in ambiente ospedaliero nelle infezioni gravi e sensibili al farmaco specifico, verificando la sensibilità tramite antibiogramma al fine di evitare l'insorgenza di resistenze.
Alcuni tipi di batteri sono divenuti resistenti ai carbapenemi, tra questi vi sono alcuni ceppi di enterobatteri, Klebsiella pneumoniae, Stenotrophomonas maltophilia, Pseudomonas aeruginosa e Proteus mirabilis.

### Infezioni intra-addominali
L'ertapenem è uno dei farmaci di prima scelta raccomandati per il trattamento delle infezioni intra-addominali acquisite in comunità di gravità da lieve a moderata. Doripenem, imipenem e meropenem sono raccomandati per le infezioni addominali acquisite in comunità ad alto rischio e per le infezioni addominali acquisite in ospedale.

### Polmonite
L'imipenem e meropenem sono raccomandati nella terapia della polmonite acquisita in ospedale a insorgenza tardiva o associata ai ventilatori, specialmente se causata da Pseudomonas, Acinetobacter o Enterobatteri produttori di beta-lattamasi a spettro esteso. La terapia prevede la combinazione in genere con un aminoglicoside, ed è raccomandata nelle infezioni da Pseudomonas per evitare lo sviluppo di resistenza durante il trattamento.
I carbapenemi sono usati meno nel trattamento della polmonite acquisita in comunità, poiché i patogeni responsabili più comuni (Streptococcus pneumoniae, Haemophilus influenazae, batteri atipici e Enterobatteri) sono più sensibili a fluorochinoloni, amoxicillina o azitromicina. L'imipenem e meropenem sono utili nei casi in cui ci sia il sospetto di un'infezione da P. aeruginosa.

### Infezioni del sangue
Uno studio del 2015 ha stabilito che la combinazione piperacillina-tazobactam dà risultati equivalenti al trattamento con carbapenem nei pazienti con sepsi. Per le infezioni da Enterobatteri, i carbapenemi sono superiori ai trattamenti alternativi.

## Controindicazioni
I carbapenemi sono controindicati nei pazienti con precedenti reazioni allergiche agli antibiotici beta-lattamici. Visto che le formulazioni intramuscolari di ertapenem e imipenem prevedono l'aggiunta di lidocaina, questi tipi di farmaci sono controindicati nei pazienti con precedenti reazioni avverse alla lidocaina. Inoltre, i carbapenemi sono controindicati nei pazienti che assumono acido valproico per le convulsioni, poiché riduce la concentrazione di acido valproico fino al 90%.

## Effetti avversi
Nei pazienti trattati con carbapenemi possono verificarsi reazioni allergiche gravi e occasionalmente fatali. Le convulsioni sono rare e legate alla dose sia nell'imipenem che nel meropenem. Si possono verificare casi di diarrea correlata al C. difficile. I soggetti con un'allergia alla penicillina possono sviluppare sensibilità crociata ai carbapenemi.